# 洲崎西
『洲崎西』（すざきにし）は、2013年7月3日から配信されているラジオ番組である。パーソナリティは洲崎綾、西明日香。
番組開始から2025年3月25日までは超!A&G+で配信され、超!A&G+のサービス終了に伴い、2025年4月2日以降は主な配信媒体をニコニコチャンネルおよびYouTubeに移行して継続。

## 番組概要
パーソナリティである洲崎と西が、新サービスや新商品を企画・提案して新たなビジネスの枠組みを生み出していこうとする"アイデア生産型バラエティ番組"。
同世代の女性声優同士によるトークの掛け合いが持ち味の番組。白熱した際の身を削りながらのトークの応酬は「ノーガードの殴り合い」と称されている。
2016年3月27日に発表された第2回アニラジアワードにて「BEST FEMALE RADIO 最優秀女性ラジオ賞（一般の部）」を受賞した。
2023年7月には番組10周年を迎えた。

## 配信時間・放送時間
|                | 配信局 / 放送局                         | 配信時間 / 放送時間                                              | 過去の配信時間変遷 ※備考 |
| -------------- | --------------------------------------- | ---------------------------------------------------------------- | --- |
| 本配信         | ニコニコチャンネル シーサイドチャンネル | 毎週水曜（火曜深夜）1:00 更新 （2025年4月2日 - ）                | |
| 本配信         | YouTube シーサイドチャンネル            | 毎週水曜（火曜深夜）1:00 プレミア公開 （2025年4月2日 - ）        | |
| 本配信         | 超!A&G+                                 | 毎週水曜（火曜深夜）1:00 - 1:30 （2013年7月3日 - 2025年3月25日） | |
| リピート配信   | 超!A&G+                                 | 毎週水曜 13:00 - 13:30 （2015年10月7日 - 2023年3月29日）         | - 毎週水曜 15:00 - 15:30 （2013年7月3日 - 2015年9月30日） - 毎週日曜 15:30 - 16:00 （2014年4月13日 - 2017年12月31日）                                                                  |
| ニコニコ生放送 | ニコニコ生放送 シーサイドチャンネル     | 不定期水曜 20:00より （2017年1月4日 - ）                         | - 不定期水曜 21:30より （2016年7月6日 - 9月28日） - 不定期水曜 20:30より （2016年10月5日 - 12月28日） ※ 有料動画パートがある場合に不定期で生配信 ※ 配信構成：その週の本配信 + 有料動画 |
| アーカイブ配信 | ニコニコチャンネル シーサイドチャンネル | 毎週水曜 20:00更新 （2017年1月4日 - 2025年3月26日）              | - 毎週木曜 15:00更新 （2016年4月7日 - 6月30日） - 毎週水曜 21:30更新 （2016年7月7日 - 9月28日） - 毎週水曜 20:30更新 （2016年10月5日 - 12月28日）                                      |
| アーカイブ配信 | 番組公式サイト                          | 配信終了                                                         | - 毎週木曜 午後更新（1週間） （2013年7月4日 - 2016年3月31日） ※ ニコ生があった週はニコ生配信終了後に更新 ※ 有料動画はタイムシフト期間終了後に有料更新                                  |
| ラジオ放送     | ラジオ関西 アニたまどっとコム           | 放送終了                                                         | - 毎週金曜（木曜深夜）0:00 - 0:30 （2018年10月5日 - 2019年3月29日） |

## パーソナリティ・スタッフ

### 番組当初から現在まで
パーソナリティ
- 洲崎綾（愛称：あやっぺ、ぺっちゃん、他）
- 西明日香（愛称：あすか、あっちゃん、他）

スタッフ
- ふかわげんき - 番組の構成作家。番組収録時はパーソナリティと共にブース内に常駐している。
- 露木直人 - 番組ディレクター。優しい性格で恰幅の良い体格の持ち主。
- 植木雄一郎 - 番組プロデューサー。シーサイド・コミュニケーションズ代表取締役。

### 過去に在籍していたスタッフ
- 南本広樹 - 元・番組アシスタントプロデューサー。番組公式サイト・番組公式SNSの管理の他、番組をサポートしていた「汗かき屋」。愛称は「みなもってぃ」。2023年現在はすでに番組担当から外れている模様[6][7]。

## コーナー

### 現在行われているコーナー
メール紹介
リスナーから寄せられてたメールを基にして、洲崎と西がトークを展開していくコーナー。

ざきにしネタメールバトル
番組側から提示されたテーマに沿ったネタをリスナーからメールにて募集し、洲崎と西がそれぞれメールを選んで、発表し、どちらが面白かったのかをディレクターの露木に判断して勝敗を決するコーナー。

### 終了したコーナー
こんなんどうです?
洲崎と西に提案して欲しいサービス依頼を募集し、新しいサービスを生み出していくコーナー。「ざきにし企画室」とコーナー趣旨が被っていたため、第3回放送で終了した。

ざきにし企画室
リスナーから事業展開案を募集し、洲崎と西がその案を練り上げて新しく生み出していくコーナー。また、番組内での対決ゲームの案も募集しており、採用された対決ゲームを洲崎と西で行っていく。

名づけましょう！
リスナーから「ネーミングが固くて伝わりにくい」と思うものを募集し、洲崎と西がそれをキャッチーなネーミングにして新しく名づけていくコーナー。最初に2人が即興で名づけ、協議した後に最終的なネーミングが完成する。

じょぶとれっ
洲崎と西が新たなビジネススキームを生み出すために、様々な課題や訓練にチャレンジするコーナー。チャレンジに対して番組スタッフが達成度を判定し、達成できなかった場合は罰ゲームが科される。

茶番
オープニングトークが終了した後のジングル直後に行われるコーナー。第3回放送より開始。構成作家が作成した台本に沿って洲崎と西が小芝居をしていく息抜き的なミニコーナーの扱いだったが、第18回放送よりリスナー投稿による台本で茶番が行われるようになった。2015年の一時中断をはさんで、翌年の2016年に復活して不定期で行われていたが、2023年以降は再び休止中。

### 特別企画
ざきにし反省会
番組改編期を乗り越えた節目に行われる特別企画。番組スタッフからの課題・提案に対して、洲崎と西が反省会を行う。第13回、第41回放送にて行われた。

じょぶとれっ スピンオフ
パーソナリティの誕生日に近い放送回に行われる特別企画。誕生日を迎えたパーソナリティに対して、今まで番組内で喋った自身や相方の発言を当てるクイズを行う。正解に応じた誕生日プレゼントが獲得できる。第26回、第33回放送にて行われた。以降は「じょぶとれっぺ」（第78回、第183回放送の洲崎誕生日回）、「じょうぶとれんてし」（第85回、第137回、第189回放送の西誕生日回）、「ばぶとれっぺ」（第130回放送の洲崎誕生日回）と、名称を変えて行われている。

一人で喋ってみよう
パーソナリティが一人ずつ完全単独で3分間トークをしていく不定期特別企画。第57回放送にて行われた。

婿候補を探そうのコーナー
パーソナリティ（主に洲崎）の婿候補を紹介するコーナー。我こそは結婚したいと意気込むリスナーから顔写真付きの履歴書とアピールメールを募集する。第132回放送より不定期で行われている。

西明日香アーティスト活動特別企画
2016年10月よりアーティスト活動している西に注目した特別企画。第173回放送では、企画その1『告知タイムを確保せよ クイズ Honey Face ぺっちゃんは何と答えた?』にて、デビュー曲『Honey Face』の告知タイムを懸けたクイズに西が挑戦し、企画その2『オンエアー出来るかな?リスナーをHoneyなFaceにさせましょう』では、ラジオ内で『Honey Face』を流す権利を懸けたシチュエーションコーナーに西が挑戦した。第226回放送では、『目指せ どきどきしちゃうどっきどきのカップリングオンエア ペッちゃんと答えを合わせるやーつ』と題して、ラジオ内で『どきどきしちゃうどっきどき』のカップリング曲を流す権利を懸けた連想クイズに西が挑戦した。

## ゲスト
- 第80回（2015年1月6日） - 植木雄一郎

## 番組用語
あすか
洲崎がラジオ内で呼んでいる西の愛称。2014年に入ってからは「あっちゃん」とも呼ぶようになった。

あすかぁ〜 あすかぁ〜
西による、馬鹿っぽさを強調した想像上の洲崎のモノマネ。それに対し、洲崎による想像上の西のモノマネ「あやっぺ〜 あやっぺ〜」がある。

あやあすか
『洲崎西 THE ANIMATION Blu-ray&DVD』のラジオCM内において洲崎と西が自称しているユニット名。声優ユニット『ゆいかおり』の模倣名。

あやっぺ
西がラジオ内で呼んでいる洲崎の愛称。2014年に入ってからは「ぺ」、2014年後半からは「ぺっちゃん」と呼ぶようになった。

いやらしいよーー!!!
イベント『ざきにし春の豚まつり 〜Majiで絶頂5秒前〜』夜の部のコーナーにて、セクシー風の洲崎に西が「壁ドン」をしていた場面で、2階席にいた観客によって張り上げられた掛け声。当イベントで、TVアニメ化決定発表の次に盛り上がった瞬間であったという。

おせっかいBBA（おせっかいババア）
何かと世話焼きな洲崎（お菓子を人数分配りたがる、男女の仲を取り持ちたがる、など）に付けられた呼び名。

おたくの棒
ライブ会場等で観客が振る「ケミカルライト」「ペンライト」を意味する。西が表現した。

穏やかじゃないね
落ち着いていられない様。洲崎がよく口にする表現。

男が好き
洲崎がノンケアピールをする際に使われるフレーズ。西に対する熱い百合発言の後の中和剤として発する場合が多い。

クソダサファッションリーダー
イベント『SEASIDE LIVE FES 2013』のMC中に、西が洲崎のファッションセンスを揶揄して名づけた肩書き。他にも西は、洲崎のブログ名・前髪・イラストを「クソダサい」と酷評している。

Clown's Pocket!（クラウンズポケット）
第22回放送「名づけましょう！」のコーナーで、洲崎と西が同じく名づけた「編集点」の新しいネーミング。略称は「クラポケ」。以降、番組進行中にパーソナリティがトークを編集したくなった際に当用語を宣言して編集点を作るが、相方・スタッフから却下されることもある。本来は洲崎が運営しているブログの名称であり、以前にも第20回放送の同コーナーでリスナーのペンネームを考案する際に洲崎が当名称を授けたことがあった。

じょじょじょ
おもらししそうなくらいに驚いた時に使う感嘆詞。第13回放送で読まれたリスナー考案の創作ドラマ「あやちゃん（NHK連続テレビ小説『あまちゃん』のパロディ）」の主人公・あや（役指定：洲崎）の口癖。

スケベが爆発してる
洲崎が己の欲情を抑えられなかった際に発するフレーズ。洲崎によると、女性が続々と結婚していく28歳がスケベのピークであるという。

洲崎西 ズィ アニメーション
当ラジオのアニメ化作品『洲崎西 THE ANIMATION』の読み。ラジオ内にて、このリアルな英語発音の読み方でアニメを紹介している。

Stylish!! WOW!!（スタイリッシュ!! ワオ!!）
洲崎がイラストデザインをした番組オリジナルスマホカバーの下段に書いてある文言。洲崎特有の英単語チョイスセンスが光る言葉であり、洲崎や当番組のキャッチコピーの一つとしても使用されている。

スナック ぺ
第32回放送のリスナー考案の「茶番」ドラマ内に登場した、洲崎が勤めているという設定の架空のスナックバーの店名。以降も洲崎は度々このスナックのママに成りきって番組を進行したり、スタッフの悩み相談に乗ったりしている。

絶頂
2014年12月に洲崎が地元石川県のテレビ番組『月曜から絶好調!!』にゲスト出演し、第81回放送にてその時の話題をなった際、洲崎が番組名を改変し『月曜から絶頂』と発言した。2015年春に開催された番組イベントのタイトル名（「ざきにし春の豚まつり 〜Majiで絶頂5秒前〜」）としても使用された。

センブリ茶
番組コーナー「じょぶとれっ」で使われる罰ゲーム用アイテム。なお毎回呼び名が変わる。

ぞい姉（ぞいねえ）
洲崎のニックネーム。西が洲崎の新しいニックネームを考えている途中、金沢弁の「ぞいね」の話題となり、「ぞいね」の正しいアクセントを説明する洲崎を見て名づけた。

ぞいや
番組内において使用されている会話文の語尾、または掛け声。本来は洲崎の地元・石川県で会話文の語尾に使われる方言である。第29回放送で、洲崎が「会社で使うぞいや」と、洲崎の父親の発言を方言まじりの口調で話した際、西が「ぞいや」の語感を気に入ってしまう。以降、西を中心に「ありがとぞいや」「ぞいや!ぞいや!」など、本来の用法やアクセントを無視した使用を連発し、番組語として定着した。類義語に「がいや」がある。

縦の糸はあや 横の糸はあすか
2016年春に開催された番組イベントのタイトル名の一部であり、正式名称は「洲崎西presents糸〜縦の糸はあや 横の糸はあすか〜」。第137回放送の西の誕生日回にて洲崎が未完成の手編みのマフラーをプレゼントとして持ってきたが、この日の為に中島みゆきの「糸」（サビの歌詞：縦の糸はあなた 横の糸は私）を聞きながらコツコツとマフラーを編んでいたエピソードが由来となっている。

田丸氏（たまるし）
洲崎と西の共通の友人である田丸篤志の愛称。「ぶたまるし」「たまるうじ」「うじ」と呼ぶ場合もある。

ちんひゃー、たひゃー
第28回放送にてフリートーク内で西が、実家で飼われている愛犬"チョコ（愛称：チョッピー）"の局部を表現する際に用いた言葉。自主規制音である「ひゃー」の部分も自身で喋りながら表現した。また、愛犬の「たひゃー」2個が縦に並んで固定されており、その状態を「縦列駐車」と表現した。

電話の歌
第12回放送の「茶番」ドラマ内に登場した、西の携帯電話の架空の着信ソング。当ラジオのオープニングジングル曲をメロディラインにして独自の歌詞で西が歌った。歌詞は「電話が〜鳴ってる〜よ、電話が鳴っているよ〜♪♪電話が鳴っているよ〜よよ、よ〜よよ〜♪♪」。

毒霧
第109回放送「名づけましょう」のコーナー内で西が吹き出すリアクションをし、それをプロレス技の毒霧に見えた洲崎が過剰に真似をして出来た即興芸。

な゛ん゛て゛た゛よ゛お゛お゛お゛ー！！
西のモノマネレパートリーの一つである、藤原竜也のモノマネ。

(西゜∀゜)アハハハハ八八ノヽノヽノヽノ＼/＼
爆笑時の西を表現した顔文字。番組公式Twitterアカウントのツイートの文中に表記している時がある。

はいっマスカルポーネ♡
第14回放送「名づけましょう！」のコーナーで、洲崎が即興で名づけた「はいっチーズ（写真を撮る際の掛け声）」の新しいネーミング。名づけ依頼をしたリスナーからは「牛乳・チーズなどの乳製品が苦手なので、それ以外で」との注文があったが、「普通のチーズだから腹が立つ（苦手）のかと思い、高級感を出した」との理由で当用語となった。

はい、ブゥーーーー
第36回放送「名づけましょう！」のコーナーで、西が即興で名づけた「出禁」の新しいネーミング。これは西が幼少時に兄からこの言葉でよく囃し立てられた事を思い起こしての命名である。

バボ
2016年夏に開催された番組イベントのタイトル名の一部で、正式名称は「洲崎西サマーパーリー2016〜バボでバブリー泡祭り！〜」。第159回放送で、都内のクラブが主催した泡パーティの様子を特集したテレビ番組が話題となり、そこでのクラブDJが「バァボゥ、バァボゥ（泡の意）」と叫んで盛り上げていた場面が由来となっている。

ぱややや
第50回放送にて、西がとっさに発した脱力系の相づち。字面の良さから、西が番組Twitter内で当用語を挨拶感覚でツイートする時がある。

パンキッシュ
洲崎がゲスト出演した生放送番組『鷲崎健の2h（2014年4月4日放送回）』内において、パーソナリティを務める鷲崎健が当番組を評する際に使われた言葉。当用語、あるいは『Stylish!! WOW!!』と融合した『パンキッシュ! wow!（パンキッシュ! ワオ!）』が当番組のキャッチコピーの一つとして使用されている。

パンパンマン
洲崎が西の輪郭を見て名づけた。『アンパンマン』をもじっている。派生語として「お顔パンパンマン」「元気マンマンマン」がある。

ぴうい！ぴうい！
西による、口笛を模した祝福の掛け声。イベント開催・グッズ発売の告知やお祝い発表をした後によく発せられる。

ひゃー
第5回放送「名づけましょう！」のコーナーで、洲崎と西が名づけた「冷奴」の新しいネーミング。番組進行中、放送出来ない喋り・語句に被せる自主規制音としても使用されている。

豚リスナー
番組内でのパーソナリティによるdisり発言・毒舌発言に悦びを感じるマゾ気質な番組リスナー。これらのリスナーから送られてくるメールの特徴として、豚に関連付けたラジオネーム、豚の体質・仕草を連想させるメール内容、パーソナリティに対して隷属的なメール内容、が多く見受けられる。パーソナリティから「養豚場行き」「出禁」を告げられることがあるが、当人にとっては「ご褒美」として受け入れられているフシがある。また、番組グッズのイラストキャラクターが、これらのリスナーをモデルにした豚になっていたりと、番組のマスコットキャラクター的な役割も担っている。

プリンシプル
劇場アニメ『たまこラブストーリー』での、洲崎が歌を担当した主題歌。この曲での洲崎の歌声・歌唱力が、西や番組リスナーの間で好評を博している。最初、西はこの曲名をシュリンプ（shrimp = 小エビ）と言い間違えていた。

プレジデント
「プレゼント」を意味する。西がよく口にする表現。

(ぺ´・ω・)
洲崎を表現した顔文字。番組公式Twitterアカウントのツイートの文中に表記している時がある。

ぺちょん
薄顔で、肌がツルっとした赤ちゃんのような顔質。洲崎が植木プロデューサーの顔を表現する際に用いた言葉で、洲崎自身も「ぺちょん顔」であると自覚している。他にも、小さく乗っている様子を表す擬態語としても使用されている。

ぽいんてし明日香（ポインテシ アスカ）
西が所有するSuicaの登録名。西曰く、意図的に恥ずかしい登録名にすることによって、カードを紛失しまいとする危機感をより感じる事が出来るのだという。名前の由来は、西の実家で飼われている愛犬のアダ名「ぽいんてしぽいんとす」から来ている。第83回放送「ざきにし企画室」のコーナーで、西の誕生日に向けて新しいニックネームをプレゼントする事をリスナーから提案され、洲崎から当用語由来の「ぽいんてし」「ぽいんちゃん」がプレゼントされた。

火照って来た
余りにも興奮して体温の上がった洲崎の自身の状態に対する感想。衣服を脱ぐ場合もある。

みそボーイ♡
第9回放送「名づけましょう！」のコーナーで、西が即興で名づけた「三十路」の新しいネーミング。これは西が、30歳を迎えた姉に誕生日メールを送ったやり取りの中で、姉が「三十路じゃない、みそガール」と返信したエピソードを思い起こしての命名である。当時30代の露木ディレクターが、パーソナリティから当用語で呼ばれることがあった。

ミルフィーユハーモニー
洲崎が提案した2014年冬開催の番組イベントのタイトル名の一部分。仮称名は「洲崎西 養豚場ミーティング 2014 冬の陣（仮）」だったが、第73回放送で洲崎が「あっちゃんとぺっちゃんが奏でるミルフィーユハーモニー」というタイトル名を提案した結果、修正はされたが採用された。正式名称は「洲崎西 WINTER PARTY 2014 〜あっちゃん・ぺっちゃんのミルフィーユハーモニーin中野サンプラザ〜」で、略称は「ミルハモ」。

盛りガール（もりガール）
衣服の着方を駆使したバストアップテクニックに長けた女性のことで、洲崎が得意としている。2014年夏に開催された番組イベントのタイトル名（「洲崎西 養豚場ミーティング2014 〜真夏の盛りガール!WOW!!〜」）としても使用された。

ロマンティック宝箱
第78回放送の洲崎の誕生日特別企画において登場した、クイズに正解するごとに開けることが出来るプレゼントボックス。箱の中にはプレゼント名が書かれた紙が入っており、プレゼントと引き換える事が出来る。以後、パーソナリティの誕生日を祝う放送回ではロマンティック宝箱を使用したクイズ企画が定番となった。これは昔、父親が12月25日生まれの洲崎を祝う為に1から25の数字を記したプレゼントボックス群を用意し、12月に入ってから1日ごとに洲崎が日にちと同じ数字を記したボックスを開けてプレゼントを貰っていたというロマンティックなエピソードが元となっている。

## エピソード
- 番組名の『洲崎西』は、西が所属するシグマ・セブンeのマネージャーが名づけた。『洲崎西』の後ろに「- 高校」「- 駅」「- 企画室」などの名称をつけやすく汎用性があることが決め手の一つとなった。没になった番組候補名に「ぽんこつラジオ」「マイペース爆弾」があったという[8]。
- 第7回放送にて、洲崎が、番組公式Twitterアカウントのフォロワー数が1000人を超えたら洲崎と西自身が同アカウント内でツイートしていくことを提案した。放送後1日で目標数は達成され、洲崎と西の各事務所の了承を得て2013年8月27日よりツイートを開始している[注 5][39][40][8]。
- 第12回放送「ざきにし企画室」のコーナーで、洲崎と西が描いた番組のマスコットキャラクターのイラスト（テーマ：スーツを着た9頭身の豚が汗を拭いながら営業職をしている）をTwitterに掲載してどちらが良いかを競ったところ、第15回放送の収録時で洲崎のイラストが159リツイート、西のイラスト[41]が399リツイートを獲得し、西が圧勝した。洲崎がイラストを描き直して再度挑戦し、第17回放送の収録時で洲崎のイラスト[42]が250リツイート、西のイラストが444リツイートを獲得し、再度西が圧勝した[8]。
- 第16回放送「ざきにし企画室」のコーナーで番組グッズを考案する事になり、洲崎はトートバッグ、西はペットボトルホルダー、構成作家は筆箱（洲崎が無理やりエントリーした）を提案した。第20回放送の収録時で洲崎案が番組Twitter内で266リツイート、西案が188リツイート、構成作家案が78リツイートを獲得し、洲崎案のトートバッグをグッズ化することになった[15]。
- 第24回放送の番組収録日に、西の姉が収録見学に訪れた。収録前、西は洲崎に、事務所の新しいマネージャーであると嘘の紹介をし、収録時にネタバレをして驚かせた。西の姉は、洲崎曰く「死ぬほど美人」「（西と）全然似ていない」という[15]。
- 第26回放送は「洲崎綾 聖誕スペシャル」と題して洲崎の誕生日を祝った。番組からは、見た目がラーメンの形状をしたケーキと餃子の形状をしたアップルパイがプレゼントされた[43]。西からは、マスカルポーネとチーズにかける明太子、毛糸のパンツ、西とお揃いの豚のイヤリングがプレゼントされた[44]。特別企画「じょぶとれっ スピンオフ」では、クイズ問題に洲崎が11問中9問正解し、正解数相当の叙々苑の食事券を獲得した。後日、洲崎と西が叙々苑へ行き、番組で獲得した食事券を用いて食事をした[45][15]。
- 第33回放送は「西明日香 爆誕祭」と題して西の誕生日を祝った。番組からは、キルフェボンのケーキ[46]がプレゼントされた。洲崎からは、ピンク色のワンピース[47]、沖縄地区限定の黒糖プリッツ、西がよく買い物に行く店のアクセサリー、コリラックマ（ベアブリック）[48]がプレゼントされた。特別企画「じょぶとれっ スピンオフ」では、クイズ問題に西が17問中14問正解して正解率が7割を超えたことにより、富士急ハイランドのペアチケットを獲得した。後日、洲崎と西が富士急ハイランドへ行き、番組で獲得したペアチケットを用いて入園した[49][10]。
- 第35回放送で中村繪里子からの洲崎と西の誕生日を祝うメールが読まれ、プレゼントとしてリラックマとコリラックマの着ぐるみが番組宛に届いた[50][10]。
- 第39回放送「ざきにし企画室」のコーナーにて、番組オリジナルスマホカバーの作成をリスナーから提案され、放送中に洲崎と西それぞれがスマホカバーのイラストデザインを描き上げてTwitterに掲載した[20]。これらのデザインを元にした「洲崎西オリジナルiPhone 5ケース」が、2014年8月24日開催の番組イベントの会場内にて販売された[10]。
- 第55回放送で、番組DJCD vol.3の収録撮影で西の地元・兵庫県を訪れた際のエピソードを公開した。西の実家も訪ね、大工である西の父親がこの撮影のために家をリフォームするなど、家族の歓迎を受けた。一泊することとなり、洲崎が西の姉から替えの下着（「LOVE PINK」とプリントされた派手なデザイン）を貰い受けた。洲崎はその後、洗濯して保管した後、下着を西明日香の元へと委ねた[51][52]。
- 第56回放送で、番組DJCD vol.4の収録撮影で洲崎の地元・石川県を訪れた際のエピソードを公開した。洲崎の実家も訪ね、郷土料理の振る舞いを受けるなど、家族の歓迎を受けた。洲崎の母親によって、学生時代の洲崎が描いた創作漫画や新聞投稿した作文の切り抜きが公開された[52]。
- 第73回放送で、番組DJCD vol.5の収録撮影で島根県を訪れた際のエピソードを公開した。日中は土砂降りの中でロケを敢行、夜は宿泊先の旅館で「しっぽり」して島根旅を過ごした[37]。
- 第78回放送は洲崎の誕生日を祝った。番組からは、西がデザインしたオリジナルケーキ[53]がプレゼントされた。西からは、辛子明太子、明太子ストラップ[54]、ハンガースチーマー[55]がプレゼントされた。クイズ問題に正解するごとに「ロマンティック宝箱」を開けることが出来る特別企画「じょぶとれっぺ」では、洲崎が8問中7問正解し、宝箱の中身である「もってぃの自宅に行ける権」などを獲得した[16]。
- 第85回放送は西の誕生日を祝った。番組からは「おめでとう ぽいんてし」のメッセージを添えたケーキがプレゼントされた。洲崎からは煮物、目もとエステ[注 6]、除菌グッズ[注 6]がプレゼントされた[56]。特別企画「じょぶとれんてし」では、クイズ問題に西が12問中11問正解し、ロマンティック宝箱の中身である「ぺの許可が貰えたら漫画『アドバンテージ[注 7]』のコピーを貰うことができる」などを獲得した[16]。
- 第88回・第89回放送で、番組DJCD vol.6の収録撮影で新潟県を訪れた際のエピソードを公開した。ゲスト出演の田丸篤志が同行し、捧腹絶倒（洲崎談）の新潟旅を過ごした[19]。
- 第95回放送より、番組を収録するスタジオが移動となった。心霊現象が起こる噂があるスタジオとのことで、洲崎の提案によりパーソナリティ2人が以前の対面座りではなく、当分は横並びに座って収録するようになった[19]。
- イベント『ざきにし春の豚まつり 〜Majiで絶頂5秒前〜』内において、当番組のアニメ化と単独ライブの開催が決定したことを発表した[57]。
- 第100回放送にて、放送前半は100回突破を祝うリスナーのメッセージを洲崎と西が次々と読み上げ、放送後半は当番組のアニメ化と単独ライブの開催について意気込みを語った[13]。
- 第102回放送で、番組DJCD vol.7の収録撮影で沖縄県を訪れた際のエピソードを公開した。番組開始初期から希望していた沖縄ロケでは、水着撮影・買い物・マッサージ・ダイビングなどを敢行した[13]。
- シーサイド・コミュニケーションズ制作によるラジオ番組の合同イベント「SEASIDE LIVE FES 2015」を記念して、2015年10月23日 22:00より、30分番組のニコニコ生放送『洲崎西 SEASIDE LIVE FES 2015 10FLAVORS開催記念 特別ニコニコ生放送』が配信された[58]・
- 第130回放送は「ぺっちゃんの誕生日直前お祝い放送爆誕祭」と題して洲崎の誕生日を祝った。番組からは、特製ケーキがプレゼントされた[59]。西からは女性用の越中褌[60]とリップエステ[61]がプレゼントされた。特別企画「ばぶとれっぺ」では、クイズ問題に洲崎が16問中全問正解し、ロマンティック宝箱の中身である「商品券5000円分」などを獲得した[62]。
- 第137回は爆誕祭と題して西の誕生日を祝った。番組からは特製ケーキがプレゼントされた[63]。洲崎からは褌[64]、ピアスとブレスレット[65]、手編みのマフラー[22]がプレゼントされた。特別企画「じょぶとれんてし」では、クイズ問題に洲崎が19問中全問正解し、ロマンティック宝箱の中身である「今度こそアドバンテージのコピーが貰える券」などを獲得した[23]。
- 第138回放送で、番組DJCD vol.8の収録撮影で群馬県を訪れた際のエピソードを公開した。1日目は群馬の温泉巡り、2日目は赤城高原牧場クローネンベルクを訪れた[23]。
- 第157回、第158回放送で、沖縄へ旅行したエピソードを公開した。ディレクターと構成作家が沖縄へ行く事を知り、洲崎と西（西は1日遅れ）が同行した。沖縄ではダイビングや買い物等をして旅行を満喫した[29]。
- 第183回放送は「ぺっちゃんのバースデイ放送回」と題して洲崎の誕生日を祝った。番組からは、特製ケーキがプレゼントされた[66]。特別企画「じょぶとれっぺ」では、クイズ問題に洲崎が8問中全問正解し、ロマンティック宝箱の中身である「作家のふかわからお年玉を貰える券」などを獲得した。
- 第189回放送は爆誕祭と題して西の誕生日を祝った。番組からは、特製ケーキがプレゼントされた[67]。スタッフと洲崎からはアマゾンギフト券2万円分[68]を、洲崎単独では自作漫画と西の愛犬のイラストのプラ板をプレゼントした[69]。特別企画「じょぶとれんてし」では、クイズ問題に西が13問全問正解し、ロマンティック宝箱の中身である「プロデューサー植木さんにお風呂を入らせる券」などを獲得した。
- 第190回放送で、番組DJCD vol.10の収録撮影で山梨県を訪れた際のエピソードを公開した。1日目は山中湖、2日目は富士スバルランドを訪れた。
- 第199回・第200回放送は、芝公園にてお花見をしながらのロケ収録を行った。
- シーサイド・コミュニケーションズ制作によるラジオ番組の合同イベント「SEASIDE LIVE FES 2017〜RAINBOW〜」を記念して、2017年10月26日 21:00より、30分番組のニコニコ生放送『洲崎西SEASIDE LIVE FES 2017〜RAINBOW〜出演記念特番』が配信された[70]。
- 第500回放送は、秋葉原にある某ビルにて会食をしながらのロケ収録を行った[71][72]。

## イベント
※太字は番組単独イベント。
※シーサイド・コミュニケーションズ主催イベントへの各パーソナリティ単独出演も含む。
| 開催日        | イベント名                                                                                  | 会場                       | 備考 |
| 2013年        | 2013年                                                                                      | 2013年                     | 2013年 |
| ------------- | ------------------------------------------------------------------------------------------- | -------------------------- | --- |
| 12月22日      | SEASIDE LIVE FES 2013                                                                       | 新宿BLAZE                  | シーサイド・コミュニケーションズ制作の3番組による合同イベント |
| 2014年        |                                                                                             |                            | |
| 8月24日       | 洲崎西 養豚場ミーティング2014 〜真夏の盛りガール！WOW!!〜                                   | ニッショーホール           | 番組初の単独イベント |
| 12月21日      | SEASIDE LIVE FES 2014                                                                       | 神奈川芸術劇場             | シーサイド・コミュニケーションズ制作の4番組による合同イベント |
| 12月30日      | 洲崎西 WINTER PARTY 2014 〜あっちゃん・ぺっちゃんのミルフィーユハーモニーin中野サンプラザ〜 | 中野サンプラザ             | |
| 2015年        |                                                                                             |                            | |
| 5月24日       | ざきにし春の豚まつり 〜Majiで絶頂5秒前〜                                                    | 中野サンプラザ             | |
| 8月15日       | SEASIDE SUMMER FESTIVAL 2015                                                                | 中野サンプラザ             | シーサイド・コミュニケーションズ制作の8番組による合同イベント |
| 11月22日      | A&Gオールスター2015                                                                         | パシフィコ横浜国立大ホール | 文化放送A&Gゾーンと超!A&G+の12番組による合同イベント |
| 12月6日       | 洲崎西 SUPER LIVE                                                                           | 大宮ソニックシティ         | - 洲崎西の2人が作り上げる初めてのライブステージ。また、洲崎西単独イベントでは初めて東京都外で開催される。 - 企画：シーサイド・コミュニケーションズ - 制作：バンダイナムコライブクリエイティブ |
| 12月27日      | SEASIDE LIVE FES 2015                                                                       | パシフィコ横浜国立大ホール | シーサイド・コミュニケーションズ制作の5番組による合同イベント |
| 2016年        |                                                                                             |                            | |
| 2月14日       | SEASIDE WINTER FESTIVAL 2016                                                                | 中野サンプラザ             | シーサイド・コミュニケーションズ制作の6番組による合同イベント |
| 5月22日       | 洲崎西presents糸〜縦の糸はあや 横の糸はあすか〜                                             | 中野サンプラザ             | 『あどりぶグランプリ2016』と同日開催 |
| 9月4日        | 洲崎西サマーパーリー2016〜バボでバブリー泡祭り！〜                                          | 中野サンプラザ             | 『SEASIDE SUMMER FESTIVAL 2016〜シーサイド大運動会〜』と同日開催 |
| 9月4日        | SEASIDE SUMMER FESTIVAL 2016〜シーサイド大運動会〜                                          | 中野サンプラザ             | シーサイド・コミュニケーションズ制作の5番組による合同イベント |
| 10月1日       | あや飲み会                                                                                  | 池袋アカデミーホール       | 洲崎が出演したシーサイド・コミュニケーションズ主催によるイベント |
| 12月11日      | SEASIDE LIVE FES 2016                                                                       | 舞浜アンフィシアター       | シーサイド・コミュニケーションズ制作の5番組による合同イベント 12月10日には前日祭を開催 |
| 12月24日      | 西明日香クリスマスショー                                                                    | ニッショーホール           | 西が出演したシーサイド・コミュニケーションズ主催によるイベント 『洲崎綾クリスマスパーティー〜バースデーイブ2016〜』と同日開催                                                                 |
| 12月24日      | 洲崎綾クリスマスパーティー〜バースデーイブ2016〜                                            | ニッショーホール           | 洲崎が出演したシーサイド・コミュニケーションズ主催によるイベント |
| 2017年        |                                                                                             |                            | |
| 1月14日、15日 | SEASIDE NEW YEAR PARTY 2017〜急にイベントをやることになったので、新春らしくやります〜       | ニッショーホール           | 洲崎と西が出演するシーサイド・コミュニケーションズ主催によるイベント |
| 2月11日       | 西明日香バースデーイベント〜あっちゃん生誕祭2017〜                                          | 山野ホール                 | 西が出演したシーサイド・コミュニケーションズ主催によるイベント |
| 2月12日       | SEASIDE WINTER FESTIVAL 2017                                                                | 中野サンプラザ             | シーサイド・コミュニケーションズ制作の5番組による合同イベント |
| 5月14日       | 洲崎西 婚活パーティー2017〜タラレバ言ってもいいじゃない!〜                                  | 中野サンプラザ             | 『あどりぶグランプリ2017』と同日開催 |
| 8月20日       | 洲崎西のへ〜赤いりんごに豚よせて〜                                                          | 八戸市公民館               | 番組初の地方イベント |
| 9月10日       | SEASIDE SUMMER FESTIVAL 2017 in OSAKA                                                       | なんばHatch                | シーサイド・コミュニケーションズ制作の8番組による合同イベント |
| 10月15日      | SEASIDE LIVE FES 2016 上映会&トークショー                                                   | サイエンスホール           | 前年開催イベント『SEASIDE LIVE FES 2016』の上映会&トークショー |
| 12月10日      | SEASIDE LIVE FES 2017                                                                       | 舞浜アンフィシアター       | シーサイド・コミュニケーションズ制作の5番組による合同イベント 12月9日には前日祭を開催 |
| 2018年        |                                                                                             |                            | |
| 2月25日       | SEASIDE WINTER FESTIVAL 2018                                                                | 中野サンプラザ             | シーサイド・コミュニケーションズ制作の6番組による合同イベント |
| 5月20日       | 洲崎西じこけーはつセミナー2018 〜イライラをムラムラに変えていこうね〜                       | 中野サンプラザ             | 『あどりぶグランプリ2018』と同日開催 ゲスト：巽悠衣子、大橋彩香 |
| 2019年        |                                                                                             |                            | |
| 4月14日       | 平成ざきにし合戦チョベリグ 〜おてんばな前厄女と後厄女〜                                     | 中野サンプラザ             | 『あどりぶグランプリ2019』と同日開催 ゲスト：巽悠衣子、大橋彩香 |
| 7月28日       | SEASIDE SUMMER FESTIVAL 2019【昼の部】〜シーサイド学力テスト〜                              | 中野サンプラザ             | シーサイド・コミュニケーションズ制作の8番組による合同イベント |
| 2021年        |                                                                                             |                            | |
| 8月15日       | 洲崎西イベント2021〜遊園地で人妻と密会〜                                                    | 日テレらんらんホール       | ２年ぶりに行われた番組のイベント |
| 2022年        |                                                                                             |                            | |
| 8月7日        | 洲崎西イベント2022 〜ファンキーエイリアン〜                                                 | 一ツ橋ホール               | |
| 2023年        |                                                                                             |                            | |
| 9月16日       | 洲崎西イベント2023〜10th Anniversary"JIKKOH"〜                                              | サイエンスホール           | 番組10周年記念イベント |
| 2024年        |                                                                                             |                            | |
| 7月28日       | SEASIDE SUMMER FESTA 2024                                                                   | サイエンスホール           | シーサイド・コミュニケーションズ制作の各番組のMCによる合同イベント |
| 9月8日        | SEASIDE AUTUMN FESTA 2024                                                                   | サイエンスホール           | シーサイド・コミュニケーションズ制作の各番組のMCによる合同イベント |
| 10月13日      | 洲崎西イベント2024〜らきづまぶい〜                                                          | サイエンスホール           | |

## 関連商品
※公式ネットショップは『シーサイドSHOP（洲崎西）』を参照

### CD
番組単独CD

合同企画CD
| 販売日  | タイトル名                           | 備考                                                                                         |
| 2013年  | 2013年                               | 2013年                                                                                       |
| ------- | ------------------------------------ | -------------------------------------------------------------------------------------------- |
| 12月7日 | 6COLORS〜SEASIDE LIVE FES 2013       | イベント『SEASIDE LIVE FES 2013』に参加する3番組のパーソナリティによる楽曲CD + メイキングDVD |
| 2014年  |                                      |                                                                                              |
| 12月3日 | 8DREAMS〜SEASIDE LIVE FES 2014〜     | イベント『SEASIDE LIVE FES 2014』に参加する4番組のパーソナリティによる楽曲CD + メイキングDVD |
| 2015年  |                                      |                                                                                              |
| 12月4日 | 10FLAVORS〜SEASIDE LIVE FES 2015〜   | イベント『SEASIDE LIVE FES 2015』に参加する5番組のパーソナリティによる楽曲CD + メイキングDVD |
| 2016年  |                                      |                                                                                              |
| 11月5日 | MUSIC HOURS〜SEASIDE LIVE FES 2016〜 | イベント『SEASIDE LIVE FES 2016』に参加する5番組のパーソナリティによる楽曲CD + メイキングDVD |
| 2017年  |                                      |                                                                                              |
| 11月5日 | SEASIDE LIVE FES 2017〜RAINBOW〜     | イベント『SEASIDE LIVE FES 2017』に参加する5番組のパーソナリティによる楽曲CD + メイキングDVD |

### DVD・Blu-ray
太字は番組単独DVD・Blu-ray。
| 販売日   | タイトル名                                                                                            | 備考 |
| 2014年   | 2014年                                                                                                | 2014年 |
| -------- | --- | --- |
| 4月23日  | てさぐれ部活もの あんこーる Blu-ray&DVD vol.1                                                         | コラボレーション企画として「西明日香×洲崎綾 お友達コメンタリー」と、当番組のパロディー番組「西洲崎」を収録 |
| 5月23日  | SEASIDE LIVE FES 2013 Blu-ray&DVD                                                                     | イベント『SEASIDE LIVE FES 2013』の映像化作品 |
| 12月30日 | 洲崎西 養豚場ミーティング2014 〜真夏の盛りガール！WOW!!〜DVD                                          | イベント『洲崎西 養豚場ミーティング2014 〜真夏の盛りガール！WOW!!〜』の映像化作品 |
| 2015年   | | |
| 5月24日  | 洲崎西 オフィシャルパンフレット                                                                       | パンフレット + 映像企画（DVD） |
| 8月15日  | 洲崎西WINTER PARTY 2014 〜あっちゃん・ぺっちゃんのミルフィーユハーモニー〜DVD                         | イベント『洲崎西WINTER PARTY 2014 〜あっちゃん・ぺっちゃんのミルフィーユハーモニー〜』の映像化作品 |
| 8月15日  | SEASIDE LIVE FES 2014 Blu-ray&DVD                                                                     | イベント『SEASIDE LIVE FES 2014』の映像化作品 |
| 10月28日 | 洲崎西 THE ANIMATION Blu-ray&DVD                                                                      | - TVアニメ収録（第1話 - 第12話） + 「じょじょネットすざき」 - Blu-ray特装盤（あやっぺver.）、Blu-ray特装盤（あすかver.）、Blu-ray通常盤、DVD通常盤の4バージョン - Blu-ray特装版特典 - 実写版「洲崎西〜男の胃袋を掴むのはどっち!? 洲崎西お料理バトル!!〜」 - 洲崎綾描き下ろしタオル（あやっぺver.のみ） - 西明日香描き下ろしTシャツ（あすかver.のみ） |
| 12月6日  | 洲崎西 SUPER LIVE 特製パンフレット                                                                    | パンフレット + 映像企画（DVD） |
| 2016年   | | |
| 2月14日  | ざきにし春の豚まつり 〜Majiで絶頂5秒前〜DVD                                                           | イベント『ざきにし春の豚まつり 〜Majiで絶頂5秒前〜』の映像化作品 |
| 5月22日  | 洲崎西 オフィシャルパンフレット2                                                                      | パンフレット + 映像企画（DVD） |
| 5月22日  | SEASIDE SUMMER FESTIVAL 2015 DVD                                                                      | イベント『SEASIDE SUMMER FESTIVAL 2015』の映像化作品 |
| 9月4日   | 洲崎西SUPER LIVE Blu-ray&DVD                                                                          | ライブイベント『洲崎西SUPER LIVE』の映像化作品 |
| 2017年   | | |
| 2月12日  | SEASIDE LIVE FES 2015 Blu-ray&DVD                                                                     | イベント『SEASIDE LIVE FES 2015』の映像化作品 |
| 5月14日  | 洲崎西 オフィシャルパンフレット3                                                                      | パンフレット + 映像企画（DVD） |
| 5月14日  | SEASIDE WINTER FESTIVAL 2016 DVD                                                                      | イベント『SEASIDE WINTER FESTIVAL 2016』の映像化作品 |
| 6月27日  | 洲崎西×あどりぶ合同イベントDVD 洲崎西presents糸〜縦の糸はあや 横の糸はあすか〜 あどりぶグランプリ2016 | 同日開催イベント『洲崎西presents糸〜縦の糸はあや 横の糸はあすか〜』『あどりぶグランプリ2016』の映像化作品 |
| 6月27日  | 洲崎西サマーパーリー2016〜バボでバブリー泡祭り！〜DVD                                                 | イベント『洲崎西サマーパーリー2016〜バボでバブリー泡祭り！〜』の映像化作品 |
| 8月11日  | SEASIDE LIVE FES 2016 Blu-ray&DVD                                                                     | イベント『SEASIDE LIVE FES 2016』の映像化作品 |
| 8月11日  | 洲崎綾クリスマスパーティー 〜バースデーイブ2016〜 DVD                                                 | イベント『洲崎綾クリスマスパーティー 〜バースデーイブ2016〜』の映像化作品 |
| 11月24日 | SEASIDE SUMMER FESTIVAL 2016〜シーサイド大運動会〜 DVD                                                | イベント『SEASIDE SUMMER FESTIVAL 2016〜シーサイド大運動会〜』の映像化作品 |
| 12月9日  | SEASIDE LIVE FES 2016 前日祭 DVD                                                                      | イベント『SEASIDE LIVE FES 2016 前日祭』の映像化作品 |
| 12月9日  | 洲崎西青森フォトブック                                                                                | 撮り下ろし写真 + 特別映像（DVD） |

### グッズ
※太字は番組単独グッズ。
※シーサイド・コミュニケーションズ制作の各パーソナリティ単独グッズも含む。
| 販売日            | グッズ名                                                           | 備考 |
| 2013年            | 2013年                                                             | 2013年 |
| ----------------- | ------------------------------------------------------------------ | --- |
| 12月22日          | 洲崎西トートバッグ                                                 | 『SEASIDE LIVE FES2013』会場販売 |
| 12月22日          | SEASIDE LIVE FES2013 イベントグッズ                                | 『SEASIDE LIVE FES2013』会場販売 グッズ類：パンフレット、パーカー、Tシャツ、マフラータオル、リストバンド、トートバッグ、ペンライト                                     |
| 12月29日          | シーサイドカレンダー 2014                                          | シーサイド・コミュニケーションズ制作の4番組による2014年合同カレンダー                                                                                                  |
| 12月29日          | シーサイド福袋 2014                                                | シーサイド・コミュニケーションズの関連商品が入っている福袋 + 特典DVD                                                                                                   |
| 2014年            |                                                                    | |
| 8月24日           | 洲崎西オリジナルTシャツ                                            | 『洲崎西 養豚場ミーティング2014 〜真夏の盛りガール！WOW!!〜』会場販売                                                                                                  |
| 8月24日           | 洲崎西オリジナルiPhone 5ケース                                     | 『洲崎西 養豚場ミーティング2014 〜真夏の盛りガール！WOW!!〜』会場販売                                                                                                  |
| 8月24日           | 洲崎西オリジナルエコバッグ                                         | 『洲崎西 養豚場ミーティング2014 〜真夏の盛りガール！WOW!!〜』会場販売                                                                                                  |
| 12月21日          | SEASIDE LIVE FES 2014 イベントグッズ                               | 『SEASIDE LIVE FES 2014』会場販売 グッズ類：Tシャツ、キンブレ、パーカー、トートバッグ、ニット帽、パンフレット、リストバンド、マフラータオル                            |
| 12月28日          | 洲崎西スタイリッシュTシャツ                                        | 『コミックマーケット87』会場販売 |
| 12月28日          | 洲崎西スタイリッシュパーカー                                       | 『コミックマーケット87』会場販売 |
| 2015年            |                                                                    | |
| 3月10日           | 洲崎西LINEスタンプ                                                 | イラスト担当：千田純生 |
| 5月24日           | 洲崎西 絶頂Tシャツ                                                 | 『ざきにし春の豚まつり 〜Majiで絶頂5秒前〜』会場販売 |
| 5月24日           | 洲崎西 100回記念トートバッグ                                       | 『ざきにし春の豚まつり 〜Majiで絶頂5秒前〜』会場販売 |
| 5月24日           | 洲崎西 iPhone 6ケース                                              | 『ざきにし春の豚まつり 〜Majiで絶頂5秒前〜』会場販売 |
| 5月24日           | 洲崎西ボールペン                                                   | 『ざきにし春の豚まつり 〜Majiで絶頂5秒前〜』会場販売 |
| 8月15日           | 洲崎西 THE ANIMATION アクリルキーホルダー（キャラアニ製）          | 『SEASIDE SUMMER FESTIVAL 2015』会場販売 |
| 8月15日           | 洲崎西 THE ANIMATION ふきだしメモパッド                            | 『SEASIDE SUMMER FESTIVAL 2015』会場販売 |
| 8月15日           | 洲崎西 THE ANIMATION じゆうちょう                                  | 『SEASIDE SUMMER FESTIVAL 2015』会場販売 |
| 8月15日           | SEASIDE SUMMER FESTIVAL 2015 イベントグッズ                        | 『SEASIDE SUMMER FESTIVAL 2015』会場販売 グッズ類：Tシャツ、マフラータオル                                                                                             |
| 9月10日           | 洲崎西 THE ANIMATION アクリルキーホルダー（ムービック製）          | 『洲崎西 THE ANIMATION』キャラクターグッズ |
| 9月19日           | 洲崎西 THE ANIMATION 缶マグネット                                  | 『洲崎西 THE ANIMATION』キャラクターグッズ |
| 9月19日           | 洲崎西 THE ANIMATION 缶ストラップ                                  | 『洲崎西 THE ANIMATION』キャラクターグッズ |
| 9月19日           | 洲崎西 THE ANIMATION キャラバッジコレクション                      | 『洲崎西 THE ANIMATION』キャラクターグッズ |
| 12月6日           | 洲崎西 THE ANIMATION 豚ポーチ                                      | 『洲崎西 SUPER LIVE』会場販売 |
| 12月6日           | 洲崎西 SUPER LIVE 特製Tシャツ（ぺっちゃんデザイン）                | 『洲崎西 SUPER LIVE』会場販売 |
| 12月6日           | 洲崎西 SUPER LIVE 特製マフラータオル（あっちゃんデザイン）         | 『洲崎西 SUPER LIVE』会場販売 |
| 12月6日           | 洲崎西 SUPER LIVE 特製キンブレ                                     | 『洲崎西 SUPER LIVE』会場販売 |
| 12月6日           | 洲崎西 SUPER LIVE 特製パーカー                                     | 『洲崎西 SUPER LIVE』会場販売 |
| 12月6日           | 洲崎西 SUPER LIVE 特製リストバンド                                 | 『洲崎西 SUPER LIVE』会場販売 |
| 12月6日           | 洲崎西 SUPER LIVE 特製トートバッグ                                 | 『洲崎西 SUPER LIVE』会場販売 |
| 12月27日          | SEASIDE LIVE FES 2015 イベントグッズ                               | 『SEASIDE LIVE FES 2015』会場販売 グッズ類：Tシャツ、パーカー、トートバッグ、シリコンバンドセット、マフラータオル、キンブレ、パンフレット                              |
| 2016年            |                                                                    | |
| 1月4日            | シーサイド福袋 2016                                                | シーサイド・コミュニケーションズの関連CD・DVD・Blu-rayと関連グッズが入っている福袋                                                                                     |
| 2月14日           | SEASIDE WINTER FESTIVAL 2016 イベントグッズ                        | 『SEASIDE WINTER FESTIVAL 2016』会場販売 グッズ類：Tシャツ、トートバッグ                                                                                               |
| 5月22日           | 洲崎西 presets 糸 Tシャツ                                          | 『洲崎西presents糸〜縦の糸はあや 横の糸はあすか〜』会場販売 |
| 5月22日           | 洲崎西 presets 糸 トートバッグ                                     | 『洲崎西presents糸〜縦の糸はあや 横の糸はあすか〜』会場販売 |
| 5月22日           | 洲崎西 presets 糸 リストバンド                                     | 『洲崎西presents糸〜縦の糸はあや 横の糸はあすか〜』会場販売 |
| 5月22日           | 洲崎西 presets 糸 マフラータオル                                   | 『洲崎西presents糸〜縦の糸はあや 横の糸はあすか〜』会場販売 |
| 5月22日           | 洲崎西 ラバーストラップ                                            | 『洲崎西presents糸〜縦の糸はあや 横の糸はあすか〜』会場販売 |
| 9月4日            | 泡祭りTシャツ                                                      | 『洲崎西サマーパーリー2016〜バボでバブリー泡祭り！〜』会場販売 |
| 9月4日            | 泡祭りシューズバッグ                                               | 『洲崎西サマーパーリー2016〜バボでバブリー泡祭り！〜』会場販売 |
| 9月4日            | 泡祭り手ぬぐい                                                     | 『洲崎西サマーパーリー2016〜バボでバブリー泡祭り！〜』会場販売 |
| 9月4日            | 泡祭り特製石鹸                                                     | 『洲崎西サマーパーリー2016〜バボでバブリー泡祭り！〜』会場販売 |
| 9月4日            | SEASIDE SUMMER FESTIVAL 2016〜シーサイド大運動会〜 イベントグッズ  | 『SEASIDE SUMMER FESTIVAL 2016〜シーサイド大運動会〜』会場販売〜 グッズ類：Tシャツ、マフラータオル                                                                     |
| 10月1日           | コルクコースター                                                   | 『あや飲み会』会場販売 |
| 10月1日           | ミニタオル                                                         | 『あや飲み会』会場販売 |
| 10月1日           | ステンレスタンブラー                                               | 『あや飲み会』会場販売 |
| 12月10日          | 洲崎西 アクリルキーホルダーセット                                  | 『SEASIDE LIVE FES 2016（前日祭含む）』会場販売 |
| 12月10日          | SEASIDE LIVE FES 2016 イベントグッズ                               | 『SEASIDE LIVE FES 2016』会場販売 グッズ類：前日祭Tシャツ、Tシャツ、パーカー、トートバッグ、パンフレット、シリコンバンドセット、マフラータオル、キンブレ               |
| 12月24日          | 西明日香Christmas Tシャツ                                          | 『西明日香クリスマスショー』会場販売 |
| 12月24日          | 西明日香Christmas トートバッグ                                     | 『西明日香クリスマスショー』会場販売 |
| 12月24日          | 西明日香Christmas レザーブレスレット                               | 『西明日香クリスマスショー』会場販売 |
| 12月24日          | 聖母・明日香のバブみセット                                         | 『西明日香クリスマスショー』会場販売 |
| 12月24日          | SUZAKI AYA BIRTHDAY ANNIVERSARY Tシャツ illustrated by すしお      | 『洲崎綾クリスマスパーティー〜バースデーイブ2016〜』会場販売 |
| 12月24日          | SUZAKI AYA BIRTHDAY ANNIVERSARY トートバッグ illustrated by すしお | 『洲崎綾クリスマスパーティー〜バースデーイブ2016〜』会場販売 |
| 12月24日          | ラバーストラッペ illustrated by すしお                             | 『洲崎綾クリスマスパーティー〜バースデーイブ2016〜』会場販売 |
| 12月24日          | 洲崎綾メモリアルフォトブック「campus」                             | 『洲崎綾クリスマスパーティー〜バースデーイブ2016〜』会場販売 |
| 2017年            |                                                                    | |
| 1月14日、15日     | シーサイド福袋2017                                                 | シーサイド・コミュニケーションズの関連商品が入っている福袋 |
| 1月23日 - 3月31日 | オリジナルデザインキャッシュカード                                 | 静岡銀行インターネット支店の総合口座「しずぎんWebWallet」期間内開設者への特典                                                                                          |
| 1月23日 - 3月31日 | 特典CD                                                             | 静岡銀行インターネット支店の総合口座「しずぎんWebWallet」期間内開設者への特典                                                                                          |
| 2月11日           | あっちゃん生誕祭2017 Tシャツ                                       | 『西明日香バースデーイベント〜あっちゃん生誕祭2017〜』会場販売 |
| 2月11日           | あっちゃん生誕祭2017 マフラータオル                                | 『西明日香バースデーイベント〜あっちゃん生誕祭2017〜』会場販売 |
| 2月11日           | あっちゃん生誕祭2017 あっちゃんの一皮むける大人セット              | 『西明日香バースデーイベント〜あっちゃん生誕祭2017〜』会場販売 |
| 2月12日           | SEASEIDE WINTER FESTIVAL 2017 イベントグッズ                       | 『SEASEIDE WINTER FESTIVAL 2017』会場販売 グッズ類：Tシャツ、トートバッグ                                                                                              |
| 5月14日           | 洲崎西×ReDropコラボ Tシャツ                                        | 『洲崎西 婚活パーティー2017〜タラレバ言ってもいいじゃない!〜』会場販売                                                                                                 |
| 5月14日           | 洲崎西×ReDropコラボ トートバッグ                                   | 『洲崎西 婚活パーティー2017〜タラレバ言ってもいいじゃない!〜』会場販売                                                                                                 |
| 5月14日           | 洲崎西×ReDropコラボ スマホケース                                   | 『洲崎西 婚活パーティー2017〜タラレバ言ってもいいじゃない!〜』会場販売                                                                                                 |
| 5月14日           | 洲崎西×ReDropコラボ ラバーストラップ                               | 『洲崎西 婚活パーティー2017〜タラレバ言ってもいいじゃない!〜』会場販売                                                                                                 |
| 8月11日           | 洲崎西復刻版トートバッグ                                           | 『コミックマーケット92』会場販売 |
| 8月20日           | 洲崎西のへ Tシャツ                                                 | 『洲崎西のへ〜赤いりんごに豚よせて〜』会場販売 |
| 8月20日           | 赤いりんごに豚寄せてぬぐい                                         | 『洲崎西のへ〜赤いりんごに豚よせて〜』会場販売 |
| 8月20日           | 洲崎西のへ アクリルカラビナ                                        | 『洲崎西のへ〜赤いりんごに豚よせて〜』会場販売 |
| 9月10日           | SEASIDE SUMMER FESTIVAL 2017 イベントグッズ                        | 『SEASIDE SUMMER FESTIVAL 2017』会場販売 グッズ類：Tシャツ、マフラータオル、コインケース                                                                               |
| 12月9日           | 洲崎西グラスマグカップ                                             | 『SEASIDE LIVE FES 2017（前日祭含む）』会場販売 |
| 12月9日           | SEASIDE LIVE FES 2017 イベントグッズ                               | 『SEASIDE LIVE FES 2017（前日祭含む）』会場販売 グッズ類：前日祭Tシャツ、Tシャツ、パーカー、トートバッグ、パンフレット、シリコンバンドセット、マフラータオル、キンブレ |
| 12月29日          | シーサイド福袋2018                                                 | 『コミックマーケット93]』会場販売 |

## テレビアニメ
2015年5月24日の当番組イベントにて、『洲崎西 THE ANIMATION』（すざきにし ジ・アニメーション）の題名で、TOKYO MX・テレビ金沢・サンテレビにてテレビアニメ化されることが発表され、同年7月から9月にかけて5分枠の短編テレビアニメとして放送された。制作はfeel.。
ラジオ番組『洲崎西』が原作となっているが、この番組の「ノリ」をアニメで再現するという意味においての「原作」であり、ストーリー・キャラクターはアニメーション独自の設定になっている。
最終回翌週の同時間帯にDVD&Blu-ray告知番組『じょじょネットすざき』を放送。主演2人による『洲崎西お料理バトル』の直後に収録したもので、どちらもBlu-ray映像特典として収録される（ただし後者は「キャラアニ.com」限定発売の「特装盤」のみ収録）。

### ストーリー
とある都内の高校の、とあるクラス、同じ日に女子高生が二人同時に転校してきた。面識はなかった二人だが、たちまち意気投合。物語は彼女たちのスクールライフのユカイで楽しい一日を切り取ってお送りする。

### 登場人物
洲崎 綾（すざき あや）
声 - 洲崎綾
愛称「あやっぺ」。基本的にはマジメな性格だが、周囲からは「天然」と見なされている模様。人見知りしないほうなので、同じ日に転校してきた明日香ともすぐに仲良くなった。石川県は金沢出身で、たまに金沢弁が出る。
西 明日香（にし あすか）
声 - 西明日香
愛称「あすか」。関西方面から転校してきたからか、誰とでも良く話し、良くツッコミ、良くボケる。この性格のお陰で綾とも即友達になれた。時に綾の金沢弁をいじったりする事がある。帰省した際には関西弁で、特につみくんにきついツッコミをする。
西の家族
声 - 黒田崇矢（つみくん）、佳村はるか（お母さん、まいちん）、西明日香（チョッピー）、平峯義大（のりくん）
内山 夕実（うちやま ゆみ）
声 - 内山夕実
愛称「ゆみりん」。洲崎、西の後に第11話で転校してきた。

### スタッフ
- 原作 - 文化放送 超!A&G+「洲崎西」
- 制作 - シーサイド・コミュニケーションズ
- 監督・シリーズ構成 - 平峯義大[134][注 16]
- 脚本 - 玉井☆豪、岡篤志
- キャラクターデザイン・総作画監督 - 清水祐実[134]
- 美術監督・美術設定 - 脇威志
- 美術 - GREEN
- 色彩設計 - 田川沙里
- 撮影監督 - 本台貴宏
- 編集 - 平木大輔
- 音楽 - 須田悦弘
- 音響監督 - 山本浩司
- 音響製作 - ダックスプロダクション
- 音響効果 - スワラ・プロ
- 音楽制作 - シーサイド・コミュニケーションズ
- プロデューサー - 平賀忠和、植木雄一郎、前田義和
- 制作プロデューサー - 上坂陽一郎
- アニメーション制作 - feel.[134]
- 製作 - 洲崎西製作委員会（シーサイド・コミュニケーションズ、キャラアニ、ダックスプロダクション、bilibili）

### 主題歌
「Smile☆Revolution」
作詞 - 漆野淳哉 / 作曲 - 須田悦弘 / 歌 - 洲崎西（洲崎綾、西明日香）

### 各話リスト
| 話数   | サブタイトル                 | シナリオ | 絵コンテ   | 演出     | 作画監督                    |
| ------ | ---------------------------- | -------- | ---------- | -------- | --------------------------- |
| 第1話  | 謎の転校生、現る!?           | 平峯義大 | 平峯義大   | 平峯義大 | 近藤優次、松本朋之          |
| 第2話  | ヒミツの綾園♡                | 玉井☆豪  | 平峯義大   | 平峯義大 | 近藤優次、松本朋之          |
| 第3話  | 綾と明日香の乳隠し           | 平峯義大 | 松下周平   | 松下周平 | 重本和佳子                  |
| 第4話  | 西家が如く                   | 岡篤志   | 平峯義大   | 平峯義大 | 重本和佳子                  |
| 第5話  | 西家が如く2                  | 岡篤志   | 平峯義大   | 平峯義大 | 佐藤元昭                    |
| 第6話  | ぞいや来いやっ!!             | 玉井☆豪  | 松下周平   | 松下周平 | 三船智帆、近藤優次 松本朋之 |
| 第7話  | この物語はフィクションです   | 玉井☆豪  | 松下周平   | 松下周平 | 重本和佳子                  |
| 第8話  | 明日香には感謝しかしていない | 岡篤志   | 平峯義大   | 平峯義大 | 佐藤元昭                    |
| 第9話  | ランバダの乱                 | 岡篤志   | 重本和佳子 | 平峯義大 | 重本和佳子                  |
| 第10話 | シマパンズ                   | 玉井☆豪  | 重本和佳子 | 平峯義大 | 重本和佳子                  |
| 第11話 | ゆみりんごめんね             | 岡篤志   | 松下周平   | 松下周平 | 佐藤元昭                    |
| 第12話 | これも声優!                  | 玉井☆豪  | 平峯義大   | 平峯義大 | 清水祐美、佐藤元昭          |

### 放送局
| 放送期間               | 放送時間                     | 放送局     | 対象地域 | 備考                                               |
| ---------------------- | ---------------------------- | ---------- | -------- | -------------------------------------------------- |
| 2015年7月8日 - 9月23日 | 水曜 21:55 - 22:00           | TOKYO MX   | 東京都   |                                                    |
|                        | 水曜 23:40 - 23:45           | サンテレビ | 兵庫県   | 西の出身地                                         |
| 2015年7月9日 - 9月24日 | 木曜 2:45 - 2:50（水曜深夜） | テレビ金沢 | 石川県   | 洲崎の出身地 第1話は2:55 - 3:00 第7話は3:00 - 3:05 |

| 配信期間                | 配信時間        | 配信サイト                              | 備考                                                       |
| ----------------------- | --------------- | --------------------------------------- | ---------------------------------------------------------- |
| 2015年7月9日 - 9月24日  | 木曜 12:00 更新 | ニコニコチャンネル 洲崎西 THE ANIMATION | 第1話無料、第2話以降1週間無料。                            |
| 2015年7月16日 - 9月24日 |                 | GYAO!                                   | 第1話無料、第2話以降1週間無料。 第1話・第2話同時配信開始。 |

※ このほか、TOKYO MXが配布しているスマートフォン向けアプリケーション「エムキャス」で、ほぼ全国でTOKYO MXと同時刻に視聴が可能。
| 配信期間     | 配信時間                      | 配信サイト | 備考 |
| ------------ | ----------------------------- | ---------- | ---- |
| 2015年7月8日 | 水曜 20:55 更新（中国標準時） | bilibili   |      |